# Журуэна
Журуэна (порт. Juruena) — муниципалитет в Бразилии, входит в штат Мату-Гросу. Составная часть мезорегиона Север штата Мату-Гроссу. Входит в экономико-статистический микрорегион Арипуанан. Население составляет 12 000 человек на 2006 год. Занимает площадь 3203,30 км². Плотность населения — 2,0 чел./км².
Праздник города — 4 июля.

## История
Город основан 4 июля 1988 года.

## Статистика
- Валовой внутренний продукт на 2003 год составляет 30 630 159,00 реалов (данные: Бразильский институт географии и статистики).
- Валовой внутренний продукт на душу населения на 2003 год составляет 4922,09 реала (данные: Бразильский институт географии и статистики).
- Индекс развития человеческого потенциала на 2000 год составляет 0,751 (данные: Программа развития ООН).

## География
Климат местности: тропический.